# Богра (зіла)
Богра, офіційно відомий як округ Богура, — округ у північній частині Бангладеш, у районі Раджшахі. Богра — промислове місто, де розташовано багато малих і середніх компаній. Богра була частиною стародавньої території Пундравардхани, а руїни її столиці можна знайти на півночі Богри.

## Історія
У стародавній період район Богра був частиною території Пундри або Паундри, які були відомі під назвою Пундравардхана, одного з королівств Східної Індії та був відділений річкою Каратоя від більш східного королівства Праг- Джйотіша або Камрупа. Назва Пундравардхана часто зустрічається в Махабхараті, Рамаяні та Пуранах. Згідно з «Махабхаратою» та «Пуранами», Васудева, могутній князь родини Пундра, правив Пундравардганою ще в 1280 році до нашої ери. Претензії району на античність, однак, здебільшого покладаються на асоціацію зі старим укріпленим містом, яке зараз відоме як Махастхангарх.
Район перебував під владою Маур'їв у 4-му та 3-му століттях до нашої ери. Про це свідчить наявність стовпів Ашоки в багатьох частинах Пундравардхани та відкриття стародавнього напису Брахмі в Махастхангарху в цьому районі. Бхадра Баху, високий чернець джайнської релігії та син брахмана з Котіварші, був джайнським гуру Чандри Гупти Маурії. Ашока твердо вірив у буддизм і стратив багатьох оголених сектантів, імовірно джайнів, у Пундравардгані.

## Географія і клімат
Територія, що складається з Саріаканді Упазіла, Габталі Упазіла, Сонатала Упазіла та більшої частини Дхуната, називається східним алювіальним трактом. Удобрюється мулом з паводкових вод. Східний алювій є одним з найбільш родючих і процвітаючих районів Богри; Тут вирощують джут, амановий рис, цукрову тростину та бобові. Іноді на одному полі за рік вирощують до трьох циклів сільськогосподарських культур із незначним зниженням продуктивності.

### Річки
В районі Богра є багато річок. Каратоя є центральним роздільником водного каналу в окрузі. Інші річки можна віднести до східної та західної систем. Деякі з основних річок цього району:
 

### Клімат
У районі панує вологий субтропічний клімат. Середньорічна кількість опадів у цій частині країни коливається від 1400 мм до 1600 мм.
| Клімат Богра                 | Клімат Богра | Клімат Богра | Клімат Богра | Клімат Богра | Клімат Богра | Клімат Богра | Клімат Богра | Клімат Богра | Клімат Богра | Клімат Богра | Клімат Богра | Клімат Богра | Клімат Богра |
| Показник                     | Січ.         | Лют.         | Бер.         | Квіт.        | Трав.        | Черв.        | Лип.         | Серп.        | Вер.         | Жовт.        | Лист.        | Груд.        |              |
| Середній максимум, °C        | 23,0         | 27,3         | 32,6         | 35,1         | 33,5         | 32,0         | 31,4         | 31,4         | 31,5         | 31,0         | 28,9         | 25,5         |              |
| Середня температура, °C      | 16,4         | 20,0         | 25,2         | 28,8         | 28,8         | 28,7         | 28,7         | 28,7         | 28,5         | 27,1         | 23,2         | 19,0         |              |
| Середній мінімум, °C         | 9,8          | 12,7         | 17,9         | 22,5         | 24,1         | 25,5         | 26,1         | 26,1         | 25,6         | 23,2         | 17,6         | 12,6         |              |
| Норма опадів, мм             | 9            | 13           | 21           | 61           | 210          | 326          | 396          | 303          | 257          | 145          | 15           | 6            |              |
| Вологість повітря, %         | 44           | 34           | 36           | 45           | 63           | 74           | 74           | 74           | 72           | 68           | 50           | 46           |              |
| ---------------------------- | ------------ | ------------ | ------------ | ------------ | ------------ | ------------ | ------------ | ------------ | ------------ | ------------ | ------------ | ------------ | ------------ |
| Джерело: National newspapers |              |              |              |              |              |              |              |              |              |              |              |              |              |

## Адміністративно-територіальний поділ
- Адміністратор Zila Porishod: Мокбул Хоссейн[8]
- Заступник комісара (DC): Нур-Е Алам Сіддік

### Упазилася
Богра має 12 підрайонів (Упазіл): 
- Адамдігі
- Штаб-квартира Богри
- Шерпур
- Дхунат
- Дхупчанчія
- Габбатлі
- Кахалу
- Нандиграма
- Шаджаханпур
- Саріаканді
- Шивгандж
- Сонатальна